# 2. Landungs-Division
Die 2. Landungs-Division war ein militärischer Großverband der deutschen Kriegsmarine im Zweiten Weltkrieg.

## Geschichte
Die 2. Landungs-Division wurde im Mai 1943 aufgestellt. Die unterstellten Flottillen kamen vom Deutschen Seetransportchef Italien. Zugleich war der Divisionschef bis August 1943 Seetransportführer Messinastraße bzw. im September 1943 Seetransportführer Korsika und somit für Truppentransporte in der Nähe von Sizilien verantwortlich. Im Januar 1944 wurde sie aufgelöst. Die 2. und 4. Landungsflottille kam zur 7. Sicherungs-Division. Die 10. Landungsflottille wurde dem Seetransportchef Adria unterstellt.

## Kommandeur
Einziger Kommandeur war über das Bestehen der Division der Fregattenkapitän Gustav Freiherr von Liebenstein.

## Gliederung
- 2. Landungsflottille (aufgestellt im Oktober 1941)
- 4. Landungsflottille (aufgestellt im Mai 1943)
- 6. Landungsflottille (aufgestellt im Juni 1943); kam im Juli 1943 in die Ägäis, wobei damit die Unterstellung endete, und wurde dort in die 15. Landungsflottille umbenannt
- 10. Landungsflottille (aufgestellt im Mai 1943)